# فيرنر جيجير
فيرنر جيجير كان متسابق دراجات نارية سويسري. نافس في سباقات بطولة العالم لفئة 500 سي سي ولفئة 350 سي سي ولفئة 250 سي سي ولفئة 50 سي سي. توفي إثر حادث تعرض له أثناء السباق.